# Euphrasia mirabilis
Euphrasia mirabilis är en snyltrotsväxtart som beskrevs av Francis Whittier Pennell. Euphrasia mirabilis ingår i släktet ögontröster, och familjen snyltrotsväxter. Inga underarter finns listade i Catalogue of Life.